# Kritická micelární koncentrace
Kritická micelární koncentrace (anglicky critical micelle concentration – CMC) je v koloidní a povrchové chemii definována jako koncentrace povrchově aktivních látek (tenzidů, surfaktantů), při jejímž překročení se vytvoří micely a také všechny další tenzidy přidané do systému (micelárního roztoku) vytvoří micely.
CMC je důležitou charakteristikou tenzidů. Před dosažením CMC se povrchové napětí silně mění s koncentrací tenzidu. Po dosažení CMC zůstává povrchové napětí relativně konstantní nebo se mění s menším sklonem. Hodnota CMC pro danou disperzní látku v daném prostředí závisí na teplotě, tlaku a (někdy silně) na přítomnosti a koncentraci dalších tenzidů a elektrolytů. Micely se tvoří pouze nad kritickou micelární teplotou.
Pro příklad – dodecylsíran sodný ve vodě (bez dalších přísad nebo solí) má při 25 °C a atmosférickém tlaku hodnotu CMC 8x10-3 mol/l.